# I tredici scalini
I tredici scalini è un romanzo della scrittrice britannica Ruth Rendell. La prima edizione originale inglese fu distribuita con l'autografo dell'autrice in celebrazione del suo 40º anno di pubblicazione.

## Trama
Mix Cellini è un giovane tecnico di assistenza per attrezzature da fitness, maniaco dell'ordine, superstizioso, ossessionato dalla figura del serial-killer necrofilo Reggie Christie giustiziato mezzo secolo prima e di cui possiede tutte le pubblicazioni a lui inerenti e del quale intende rivisitarne i luoghi che ne ospitarono le gesta; altra fissazione di Mix: Nerissa Nash splendida modella che egli venera attraverso le pagine platinate delle pubblicazioni Glamour con le quali tappezza le pareti dell'appartamento appena affittato e riammodernato (al quale si accede tramite una rampa di 13 scalini), all'ultimo piano di una vecchia e decrepita casa situata nel quartiere di Notting Hill, la cui proprietaria e presunta unica abitante è l'anziana e acida signorina Gwendoline Chawcher, estraniatasi dal mondo, rifugiatasi nelle letture e nel rimpianto del suo unico e platonico amore: il Dr. Reeves.
Romanzo dalle atmosfere gotiche, che si sviluppa tra la follia del giovane Mix determinato nel perseguire le sue ossessioni fino alla inconsapevole perdizione e i fantasmi del passato della signorina Chawcher.

## Edizioni
- Ruth Rendell, I tredici scalini, traduzione di Giuseppe Costigliola, collana Immaginario, Fanucci, 2007,  pp. 348, cap. 29, ISBN 978-88-347-1295-5.